# マザリナード
マザリナード（Mazarinades）は、フロンドの乱（1648年 - 1653年）の際に大量に出回ったジュール・マザランに関する文書の総称。
反マザランの視点で書かれた文書が多く、中にはマザラン側のアンヌ・ドートリッシュやコンデ公を槍玉に挙げるものもあった（コンデ公は途中から反マザラン側についた）。マザランへの敵意の示し方は多様で、論理的に非難するものもあれば、風刺の色合いの強いもの、戯れ歌などで貶めるものもあり、中には予言や占いを持ち出してマザラン失脚が運命付けられているとするものまであった。
こうした反マザランの文書に対し、親マザランの側もマザランを擁護する文書を出して応酬したため、双方の文書は膨大な数にのぼった。このためフロンドの乱は、単にフランス政治史上の重要事件というだけでなく、カトリック同盟期（1585年 - 1594年）やフランス革命期などとともに、政治文化史と出版史の関係を考える上で、非常に興味深い題材を提供する時代となっている。
東京大学が44巻2700点超の大型コレクションを所有しているが、これはヨーロッパとの貿易黒字問題を解消するため1978年に購入したからである。

## 関連事項
- ベルンシュタイン文庫